# Pat Sullivan
Patrick Sullivan (Paddington, 22 de fevereiro de 1885 – Nova Iorque, 15 de fevereiro de 1933) foi um produtor de filmes australiano, emigrado nos Estados Unidos da América, conhecido por ter produzido os primeiros desenhos animados mudos do Gato Félix. Não se sabe hoje se foi Pat Sullivan ou o cartonista Otto Messmer a criar Félix, embora Messmer seja levado como o criador mais provável pelos historiadores. Félix era a mais popular personagem de desenhos animados até 1930, data em que os distribuidores de Sullivan lhe cancelaram o contracto por ele não querer fazer filmes sonoros. Sullivan reconsiderou esta posição em 1933, anunciando que Felix estaria em filmes sonoros, mas morreu antes de começar a produção do filme.